# Хальмер-Ю

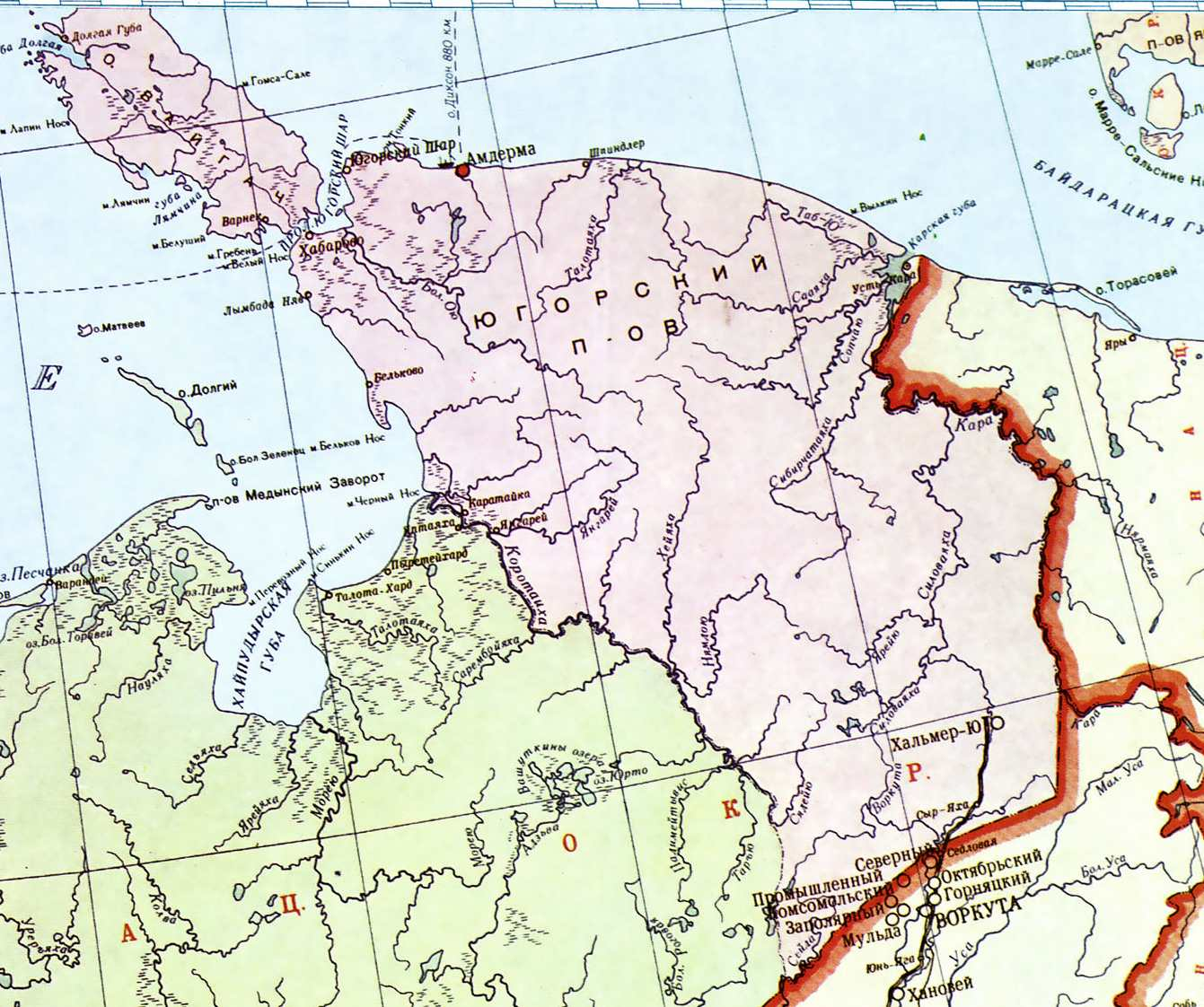
Хальмер-Ю на карте Амдерминского района

Ха́льмер-Ю — упразднённый рабочий посёлок (город-призрак) в Республике Коми. Был подчинён Горняцкому райсовету г. Воркуты. Упразднён в 1996 году.
Соединялся подъездным железнодорожным путём длиной около 60 км с железнодорожным вокзалом на площади Металлистов в городе Воркута. Производилась добыча угля (Печорский угольный бассейн).
В 1940—1957 годах посёлок Хальмер-Ю входил в состав Амдерминского района, в 1957—1959 — в состав Большеземельского.
В 1959 году рабочие посёлки Хальмер-Ю и Цементнозаводский с прилегающей к ним территорией залегания угольного пласта: Воргашорского, Сырьягинского и Хальмер-Юского угольных месторождений были переданы из Ненецкого национального округа Архангельской области в состав Коми АССР.

## Население
| 1959 | 1970  | 1979  | 1989  |
| ---- | ----- | ----- | ----- |
| 7122 | ↘4509 | ↘4328 | ↗4389 |

## Происхождение названия
Название Хальмер-Ю являет собой пример двуязычного топонима, где «Хальмер» с ненецкого — «долина мёртвых» (Халь — долина, Мер — смерть), то есть место захоронения: кочевые оленеводы ненцы считали Хальмер-Ю священным местом, куда свозили своих покойников для захоронения. Слово «Ю» — «Река» в переводе с языка коми. Таким образом, «Хальмер-Ю» означает «Река в долине смерти». Есть также такой вариант перевода, как «Мёртвая река».
«Хальмер-Ю» в переводе с ненецкого (нен. — хальмер' ю) буквально переводится как «мёртвый узел», то есть плохой, развязывающийся узел.

## История освоения территории
Рабочие пласты на реке Хальмер-Ю были открыты летом 1942 года, партией геолога Г. А. Иванова. Уголь нового месторождения относился к марке «К», самой ценной для коксохимического производства. На месте будущего посёлка решено было оставить группу рабочих для определения параметров месторождения. Однако плохая погода конца осени и начала зимы отрезала группу от Воркуты. Предпринималось несколько попыток обнаружить группу и спасти людей. Глубокой осенью была сделана попытка доставить продовольствие на оленях. Из ста оленей в Воркуту вернулись четырнадцать, остальные погибли в пути. Ягель оказался вмёрзшим в лёд, и олени гибли от бескормицы. С самолётов обнаружить две небольшие палатки не получалось. В январе на поиски отряда вышел лыжный отряд. Группа рабочих была найдена в состоянии крайнего истощения и была транспортирована в Воркуту.
Разведку нового месторождения было решено продолжить, и весной 1943 года работы возглавил лауреат Государственной премии СССР Г. Г. Богданович. За лето была создана необходимая материальная база, уже к осени жило около 250 человек. Работали радиостанция, столовая, пекарня, баня, на зиму был заброшен необходимый запас продовольствия. Восемь буровых бригад одновременно проходили три глубоких шурфа. А для обеспечения посёлка топливом на другом берегу реки была заложена разведочно-эксплуатационная штольня.
Шахта начала свою работу в 1957 году. В 1960 году заработала шахта № 2, которая была объединена с шахтой № 1 в шахту № 1 — 2. Ежесуточная добыча угля не превышала 250 тонн в день. Население посёлка составляло до 7 тысяч человек. Заработная плата рабочего составляла до 1600 рублей в месяц, в то время как в Кузбассе платили 900 рублей в месяц. К середине 1980-х годов в Хальмер-Ю действовал поселковый совет, работали два детских сада и музыкальная школа. Улицы посёлка имели протяжённость около 20 километров. Посёлок снабжался водой из водохранилища на реке Гагаратывис. Застройка посёлка состояла из одно- двухэтажных домов барачного типа, а также панельных домов (включая пятиэтажные).

## Закрытие посёлка
С переходом новой России к рыночной экономике встал вопрос о целесообразности существования Хальмер-Ю. 25 декабря 1993 года правительство РФ приняло постановление о ликвидации шахты. Осенью 1995 года планировалось завершить ликвидацию посёлка, причём правительство пыталось осуществить процесс по мировым стандартам, что потребовало огромных финансовых и материальных ресурсов. В результате при выселении использовались силы ОМОНа. Вышибались двери, людей насильно загоняли в вагоны и вывозили в Воркуту. Новое жильё предоставили не всем, некоторые получили недостроенные квартиры, другие были переселены в общежития и гостиницы Воркуты. Последний поезд ушёл из Хальмер-Ю в Воркуту в октябре 1995 года, после чего рельсы были демонтированы.

## СМИ
С 1 января 1958 года по 1 октября 1959 года в Хальмер-Ю издавалась районная газета Большеземельского района Ненецкого национального округа «Угольщик Заполярья».

## Настоящее время
С 2000-х годов, после закрытия посёлка, его территория используется как военный полигон под условным названием «Пембой». 17 августа 2005 года в ходе учений стратегической авиации бомбардировщик Ту-160, на борту которого находился президент РФ В. В. Путин, произвёл запуск трёх ракет по зданию бывшего дома культуры посёлка Хальмер-Ю.

Развёрнутая панорама с углом обзора 220 градусов, вид с центральной площади на три улицы. Хальмер-Ю в августе 2011 года

В конце 2013 года около шахты № 2 создан вагон-городок полевого лагеря ПФ «Томскгазгеофизика» ООО «Георесурс» (генподрядчик ООО «Шелл Нефте Газ Девелопмент») с целью проведения разведочного бурения на углеводородное сырьё в течение 2014 года.
В 2019 году под обстрел попало стойбище оленеводов из общины «Тебертя», которые привели оленей на территорию полигона «Пембой» во время учений. Несколько осколков сбитой «Панцирем-С1» ракеты упали в непосредственной близости от чумов.
Периодически Хальмер-Ю посещают его бывшие жители и туристы благодаря тому, что сохранились насыпь и мосты.